# Kanton Cadillac
Kanton Cadillac (fr. Canton de Cadillac) je francouzský kanton v departementu Gironde v regionu Akvitánie. Tvoří ho 16 obcí.

## Obce kantonu
- Béguey
- Cadillac
- Capian
- Cardan
- Donzac
- Gabarnac
- Langoiran
- Laroque
- Lestiac-sur-Garonne
- Loupiac
- Monprimblanc
- Omet
- Paillet
- Rions
- Sainte-Croix-du-Mont
- Villenave-de-Rions